# 乌纳奥
乌纳奥（Unnao），是印度北方邦Unnao县的一个城镇。总人口144917（2001年）。

## 人口
该地2001年总人口144917人，其中男性76474人，女性68443人；0—6岁人口18404人，其中男9704人，女8700人；识字率68.02%，其中男性为72.47%，女性为63.06%。